# Wełyki Krynky
Wełyki Krynky (ukr. Великі Кринки) – wieś na Ukrainie, w obwodzie połtawskim, w rejonie krzemieńczuckim, w hromadzie Hłobyne. W 2001 liczyła 2574 mieszkańców, wśród których 2468 wskazało jako ojczysty język ukraiński, 75 rosyjski, 2 mołdawski, 5 węgierski, 1 białoruski, 13 ormiański, a 10 inny.